# Chucho (banda)
Chucho es un grupo español de indie rock que desarrolló su actividad a partir de 1996.

## Historia
El grupo había surgido tras la ruptura, a mediados de los 90, del grupo Surfin’ Bichos. La banda se bifurcó en dos proyectos musicales: 
- De un lado, Carlos Cuevas y Joaquín Pascual unirán sus destinos a Carlos Sánchez y José Manuel Mora en Mercromina
- Por otra parte, Fernando Alfaro iniciaría un proyecto con el nombre de Chucho compuesto por Juan Carlos Rodríguez García y Javier Fernández.

En 1997 publican su primer álbum, 78, un disco en el que la alucinación se mezcla con un universo muy personal que bordea la posesión poética.
Su segundo álbum fue Tejido de felicidad, publicado en 1999, momento en el cual se une al grupo Miguel Ángel Gascón.
En 2001 publican Los Diarios de Petróleo, y es cuando se une al grupo Emilio Abengoza. Este disco va a tener una presentación episódica compuesto por un fragmento principal y tres EP que se recopilan en una caja.
En 2004 publican Koniec, último álbum del grupo antes de desactivarse tras un concierto de despedida en 2005.
En 2013 retoman la actividad en el punto donde la dejaron y entran de nuevo en escena.
En 2016 publican el álbum Los años luz.

## Discografía

### Álbumes
- 78 (1997).
- Tejido de felicidad (1999).
- Los Diarios de Petróleo (Fragmento Principal) (2001).
- Koniec (2004).
- Los años luz (2016).
- Corazón Roto y Brillante (2020).

### Sencillos y EP
- Chucho (1995).
- Sal (1997).
- Triple Zero (2000).
- Los Diarios de Petróleo (Fragmento I) (2001).
- Los Diarios de Petróleo (Fragmento II) (2001).
- Los Diarios de Petróleo (Último fragmento) (2002).
- La mente del monstruo (2004).
- Túnel de lavado (2004).
- La ambulancia y el dolor (2021).